# Amenia (CDP, New York)
Pour les articles homonymes, voir Amenia (homonymie).
Amenia est une census-designated place du comté de Dutchess, dans l'État de New York, aux États-Unis,. En 2020, elle compte une population de 725 habitants.